# Sanidastra
Sanidastra is een geslacht van sponsdieren uit de familie van de Spongillidae.

## Soort
- Sanidastra yokotonensis Volkmer & Watanabe, 1983